# Teodora, dziewica i męczennica
Teodora, dziewica i męczennica (fr. Théodore vierge et martyre) – tragedia Pierre’a Corneille’a wystawiona w sezonie 1645/1646, osnuta wokół wydarzeń związanych z męczeństwem świętych Teodory i Dydyma za panowania cesarza Dioklecjana.

## Data powstania utworu
Teodora miała premierę w sezonie 1645/1646 i zrobiła klapę. Widzowie narzekali na barokowość akcjiː żołnierskie bójki u bram domu publicznego, zamknięcie chrześcijańskiej dziewicy w lupanarze, furię jej prześladowców, krwawe rozwiązanie sztuki. Wytykano autorowi grube błędy konstrukcji. Bohaterka zamknięta w burdelu, ratuje się ucieczką, po czym zostaje pochwycona przez straż. Akcja powraca do swego początku. Adam pisał, że święta umiera w samą porę, aby swą śmiercią ukryć fakt, że to, co się dotąd działo, niczemu nie służyło. W Liście dedykacyjnym z 1647 Corneille z ironią przyznał się do porażki.

## Osoby
| Osoba    | Jej rola w dramacie               |
| -------- | --------------------------------- |
| Walens   | gubernator Antiochii              |
| Placyd   | syn Walensa, zakochany w Teodorze |
| Kleobul  | przyjaciel Placyda                |
| Dydym    | zakochany w Teodorze              |
| Faustyn  | zaufany Walensa                   |
| Likant   | kapitan rzymskiej kohorty         |
| Marcella | żona Walensa                      |
| Teodora  | księżniczka antiocheńska          |
| Stefania | zaufana Marcelli                  |

## Treść
Akcja dramatu rozgrywa się w pałacu namiestnika Antiochii.

### Akt I
Syn gubernatora Syrii Walensa, ma objąć gubernatorstwo Egiptu, żona ojca Marcella, która umożliwiła mu ta nominację, domaga się jednak od niego, by poślubił jej córkę Flawię. Zakochany w innej chłopak odmawia jej kategorycznie. Marcella żąda od męża, by skazał na śmierć dziewczynę, którą kocha Placyd, aby wyrwać z jego serca miłość ze śmiercią jego przedmiotu. Walens wzbrania się przed wydaniem niesprawiedliwego wyroku. Marcella denuncjuje jednak, ukochaną Placyda, Teodorę, jako chrześcijankę i ostrzega męża, że kto  pobłaża chrześcijanom staje się wrogiem cesarza.

### Akt II
Kleobul wstawia się u Teodory za Placydem. Dziewczyna wyjaśnia mu, że nie kocha Placyda, a jeśli już miałaby kogoś pokochać to raczej Dydyma. Kontakty Teodory z przyjacielem Placyda wzbudzają podejrzenia Marcelli. Domaga się od księżniczki, chcąc być pewną, że nie stanie na drodze małżeństwu Placyda z Flawią, by wyszła za mąż za kogoś innego. Teodora odmawia, uroczyście jednak przysięga, że nie poślubi Placyda. Kiedy nie zgadza się powtórzyć przysięgi w świątyni rzymskich bogów, Marcella dochodzi do wniosku, że albo kłamie, albo jest chrześcijanką. Teodora przyznaje się do wiary w Jedynego Boga. Marcella żąda od męża, by wobec wyznania dziewczyny, skazał ją na śmierć. Walens wątpi jednak czy śmierć Teodory zwróci serce Placyda ku Flawii i postanawia zastosować okrutniejszą karę, co z kolei wzbudza podejrzenia Marcelli.

### Akt III
Teodora prowadzona na pohańbienie powołuje się na swoje pochodzenie z rodu Antiocha, jej kat pozostaje jednak niewzruszony. Prosi spotkanego po drodze Placyda, by ją ratował. Placyd proponuje jej małżeństwo, które wybawi ją z kłopotów. Małżeństwo z poganinem wydaje się jednak Teodorze niegodne jej wiary, prosi Placyda, by skoro ją kocha, uratował ją przed pohańbieniem i zadał jej śmierć. Placyd jest jednak gotów jedynie sobie odebrać życie. Spotkawszy Marcellę Placyd korzy się przed nią i błaga o łaskę dla Teodory. Marcella obiecuje pomoc, zaleca jednak swej służącej, Stefanii, by odwróciła uwagę Placyda na jakiś czas. Po czasie młodzieniec odkrywa, że areszt jest pusty i uznaje, że został wyprowadzony w pole.

### Akt IV
Od wstrząśniętego Paulina, dowódcy straży dowiaduje się, że Marcella przychyliła się do pomysłu Walensa i że Teodora została wyprowadzona przez oddział żołnierzy na pohańbienie, że pierwszy wszedł do niej Dydym powołując się na doznawaną od lat wzgardę ze strony dziewczyny i przekupując kolegów. Po jakimś czasie wyszedł i bez słowa się oddalił. Placyd jest zdruzgotany. Tymczasem jego przyjaciel Kleobul, przynosi wiadomość, że w pokoju Teodory nie znaleziono dziewczyny tylko Dydyma w kobiecym przebraniu. Placyd spotyka Dydyma eskortowanego przez straż i gratuluje mu zdobycia serca Teodory. Dydym jednak wyjaśnia mu, że nie liczył na szczęście z ukochaną, bo wiedział, że będzie musiał zapłacić za swój czyn głową, że chciał jedynie obronić jej cześć. Przy okazji opowiada Placydowi i Paulinowi jak odstał się do pokoju Teodory, zaproponował jej ucieczkę jako jedyny sposób na uratowanie jej czci i pouczył ją, że ma zasłonić twarz wychodząc, aby jej nie rozpoznano. Poruszony odwagą i poświęcenim Dydyma Placyd obdarowuje go wolnością, gotów własną głowę nadstawić na gniew Marcelli.

### Akt V
Kleobul namawia Dydyma, by wyrzekł się wiary i w ten sposób umożliwił sobie małżeństwo z Teodorą, zapewnia że Placyd zapewniłby im bezpieczeństwo w Egipcie. Dydym próbuje mu wytłumaczyć, że powodowała nim miłość do Boga i że od Niego teraz właśnie spodziewa się odebrać nagrodę. Zjawia się Teodora i prosi Dydyma, by pozwolił jej umrzeć, zamiast niego. Zjawia się Marcella, zrozpaczona z powodu śmierci swej córki, która targnęła się na swe życie na wieść o ucieczce Teodory. Marcella postanawia zemścić się na Teodorze i Dydymie i to jak najszybciej, żeby Placyd nie pokrzyżował jej planów. Paulin próbuje interweniować u Walensa, ten jednak woli, żeby Marcella z Placydem sami między sobą rozstrzygnęli swoją waśń, nie widzi bowiem dobrego dla siebie rozwiązania. Kleobul przynosi wieści o tym, że Marcella sama odebrała życie Teodorze i Dydymowi, po czym na oczach Placyda popełniła samobójstwo. Placyd obiecuje, że i on podniesie rękę przeciw sobie i krwi swego ojca.

## Analiza
Tytułowej bohaterce utworu zarzucano, że jest osobą niemrawą, która nie potrafi natchnąć otoczenia zapałem apostolskim. Autor świadomie umieścił jednak Teodorę i Dydyma na drugim planie dramatu, gdyż nie o apoteozę chrześcijaństwa mu chodziło. Sam Corneille w Analizie z 1660 roku wyjaśnia, że świadomie stworzył postać całkowicie chłodną i bez pasji, odmiennie bowiem niż w Polieukcie, nie o utorowanie drogi prawdzie chodziło mu w tym dramacie. Inaczej też zostały rozłożone akcenty między parą głównych protagonistów Marcellą i Placydem, niż pomiędzy Pauliną a jej ojcem Feliksem. Autor odsłania w swej sztuce, jej warstwę obyczajowąː Marcella i Flawia zginęły, bo próbowały gwałtem doprowadzić do zawarcia małżeństwa, które zmierzało do realizacji celów politycznych i ambicjonalnych, ale było sprzeczne z uczuciami osób zainteresowanych.
Utwór ma jeszcze trzecią warstwę polityczną dotyczącą problemu władzy dla władzy. Walens chciałby może pomóc Teodorze, ale nazbyt boi się swojej żony i utraty stanowiska. Marcella natomiast nie boi się nikogo, sumienie utożsamia z ambicją, w każdym czynie, który sprzeciwia się je planom węszy spisek. Im gwałtowniej będzie działać, tym lepiej ochroni swą władzę. Nie wzrusza jej ani śmierć córki, ani Teodory i Dydyma, przeciwnie umacnia jej nienawiść do rzeczywistych czy urojonych przeciwników. Dlatego nie ma dla niej zbawienia. Nie ma również zbawienia dla Placyda, który chociaż kocha Teodorę, kieruje się, podobnie jak i Marcella, względami osobistymi. Nie potrafi, wzorem Sewera z Polieukta, wznieść się ponad swoje sprawy i próbować zrozumieć cudzy punkt widzenia i poglądy.